# Perry Smith (politiker)
Perry Smith, född 12 maj 1783 i Woodbury, Connecticut, död 8 juni 1852 i New Milford, Connecticut, var en amerikansk politiker (demokrat). Han representerade delstaten Connecticut i USA:s senat 1837–1843. Han var ordförande i senatens jordbruksutskott 1837–1839.
Smith studerade juridik i Litchfield, Connecticut och inledde 1807 sin karriär som advokat i New Milford. Han var postmästare i New Milford 1829–1837.
Smith efterträdde 1837 Gideon Tomlinson i USA:s senat. Han efterträddes efter en mandatperiod av John Milton Niles. Smith avled 1852 och gravsattes på Center Cemetery i New Milford.